# Fabio Capello
Fabio Capello, italijanski nogometaš in trener, * 18. junij 1946, San Canzian d'Isonzo, Italija
Capello je bil med letoma 2012 in 2015 selektor ruske reprezentance, med letoma 2008 in 2012 pa selektor angleške reprezentance.
Nogometno kariero je zaključil leta 1980, nato pa se je posvetil trenerskemu delu, v katerem je postal zelo uspešen. 
Pred sezono 1986/1987 je postal trener Milana, ki ga je vodil tudi med letoma 1991 in 1996, ter osvojil štiri naslove državnega prvaka in naslov evropskega prvaka. Leta 1996 je za eno sezono odšel v Real Madrid in takoj osvojil naslov španskega prvaka. Leta 1997 se je vrnil k Milanu, vendar ni bil tako uspešen, kot v prejšnjem obdobju - klub je sezono končal na slabem desetem mestu. Pred sezono 1999/2000 je prevzel Romo, s katero je sledečo sezono osvojil tretji klubski scudetto. Poleti 2004 je presenetljivo prestopil k Juventusu, s katerim je takoj osvojil dva naslova italijanskega prvaka. Capello je edini italijanski trener, ki je scudetto osvojil s tremi različnimi klubi. Juventus je zapustil 4. julija 2006, ko je s klubom sporazumno prekinil pogodbo.